# Центральный государственный научно-технический архив Украины
Центральный государственный научно-технический архив Украины — один из крупнейших архивов на Украине. Создан по постановлению Совета министров УССР от 25 декабря 1969 г. № 688.

## История
Архив был создан 25 декабря 1969 год под названием Центральный государственный архив научно-технической документации УССР в Харькове. С того времени архив стал уникальным хранилищем научно-технических документов. С 1974 года название архива стало — «Центральный государственный архив научно-технической документации Украинской ССР» (ЦГАНТД УССР) Главного архивного управления при Совете Министров УССР. После самораспада СССР и создания независимого государства Украине, в июле 1992 года, архив был переименован в Центральный государственный научно-технический архив Украины (ЦГНТА Украины). Это было сделано в соответствии с Постановлением Кабинета Министров Украины № 415 и приказа № 35 Главного архивного управления при Кабинете Министров Украины от 31 июля 1992 года. В марте 1999 года название изменилось на — «Центральный государственный научно-технический архив Украины Главного архивного управления Украины», а с декабря 1999 года он стал — «Центральный государственный научно-технический архив Украины Государственного комитета архивов Украины». Последнее изменение название произошло в декабре 2010 года и стало — «Центральный государственный научно-технический архив Украины Государственной архивной службы Украины».

## Фонды архива
В архиве насчитывается 25 архивных фондов личного происхождения в частности, документы академика Санкт-Петербургской Академии художеств А. Н. Бекетова, профессора Б. П. Остащенко-Кудрявцева, конструктора Я. Л. Кранцфельда, профессора Ю. М. Прокудина и др., на 01.01.2021 г. в фондах архива хранится 616 782 единицы хранения за 1891—2016 года, 1305 описей и 1099 комплексов научно-технической документации.